# Christina von Sachsen (1505–1549)

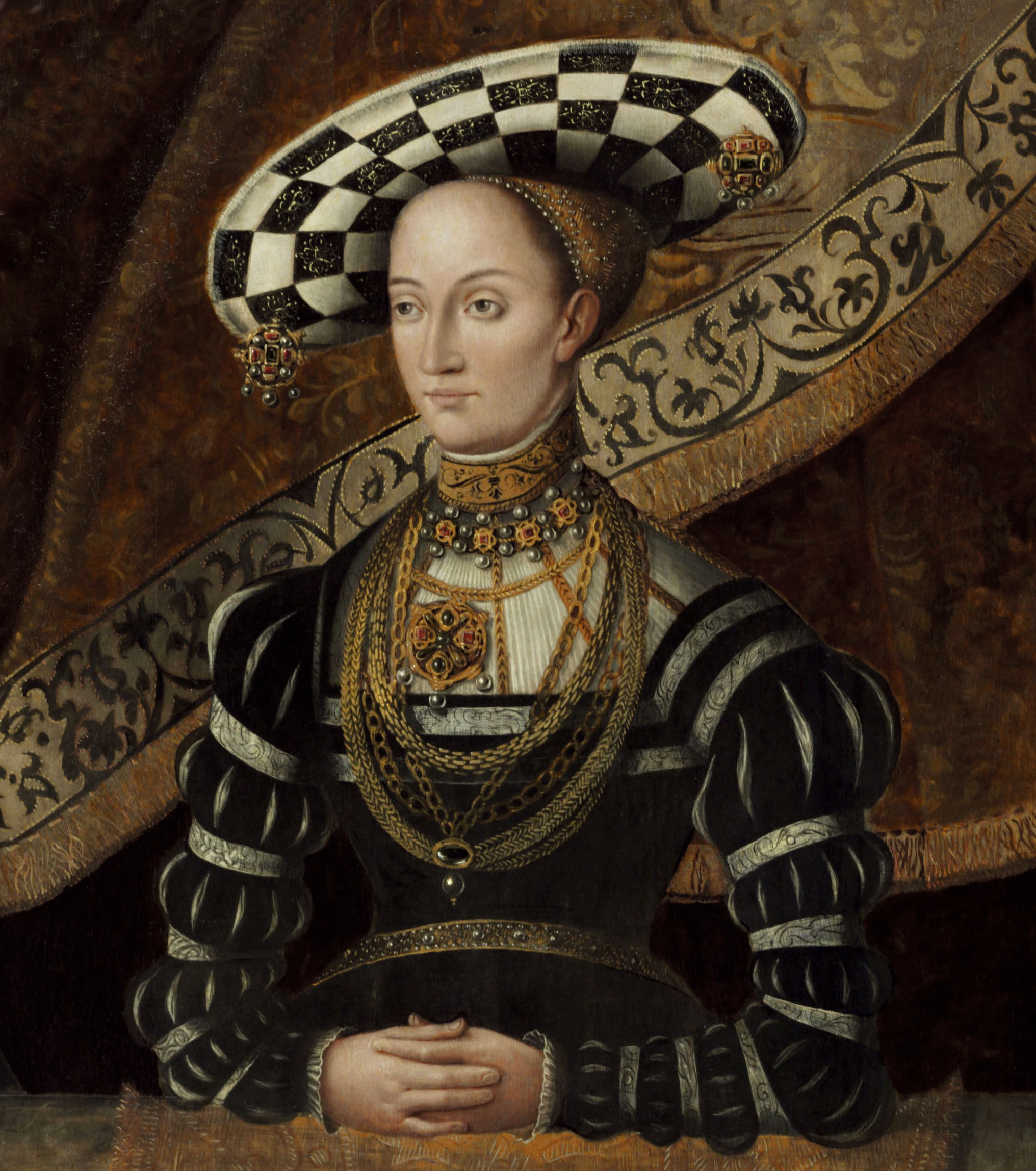
Christina von Sachsen, Landgräfin von Hessen, Gemälde von Just vom Hoff

Christina von Sachsen (* 25. Dezember 1505; † 15. April 1549 in Kassel) war eine Prinzessin von Sachsen und durch Heirat Landgräfin von Hessen.

## Leben
Christina war eine Tochter des Herzogs Georg von Sachsen (1471–1539) aus dessen Ehe mit Barbara (1478–1534), Tochter des Königs Kasimir IV. von Polen.
Sie heiratete am 11. Dezember 1523 in Dresden Landgraf Philipp I. von Hessen. Die Ehe, eine typische Fürstenehe, aus politischen Gründen geschlossen, sollte die verwandtschaftlichen Beziehungen von Sachsen und Hessen festigen. Philipp schrieb über seine Gemahlin, er habe “nihe liebe oder brunstlichkeit zu ir gehabt, wie wol sie sust from, aber warlich sust unfreindtlich, heslich, auch übel geroch.”
1540 heiratete Philipp bei Fortbestand der Ehe mit Christina seine 17-jährige Geliebte Margarethe von der Saale. Neben Melanchthon und Luther hatte auch Christina in diese Ehe eingewilligt, und Philipp hatte danach noch weitere drei Kinder mit ihr. Philipp hatte seiner Gemahlin zugebilligt, sie stets als seine rechtens angetraute oberste Gemahlin zu betrachten und so auch mit ihr zu leben, die Kinder der Ehe als seine rechtmäßigen Kinder und alleinige Landeserben anzuerkennen und die Nachkommen mit seiner neuen Gemahlin lediglich mit Gütern auszustatten. 
Nach Philipps Gefangennahme im Schmalkaldischen Krieg führte Christina, die ihren Gemahl nie wieder sehen sollte, ab 1547 gemeinsam mit ihrem ältesten Sohn Wilhelm die Regierungsgeschäfte in Hessen. Zur Regentin im Falle seines Ablebens bestimmte Philipp aber seine Gemahlin nie, aus Angst, sie könne seine Nachkommenschaft aus seiner Ehe mit Margarethe von der Saale unversorgt lassen. Stattdessen benannte er einen Regentschaftsrat, bestehend aus dem Kanzler Heinrich Lersner und den Räten Rudolf Schenk zu Schweinsberg, Wilhelm von Schachten und Simon Bing. 
Christina ist gemeinsam mit ihrem Mann unter einem beeindruckenden Epitaph in der Martinskirche in Kassel beigesetzt.

## Nachkommen
- Agnes (1527–1555)

⚭ 1. 1541 Kurfürst Moritz von Sachsen (1521–1553)
⚭ 2. 1555 Herzog Johann Friedrich II. von Sachsen-Gotha (1529–1595)
- Anna (1529–1591)

⚭ 1544 Pfalzgraf Wolfgang von Zweibrücken (1526–1569)
- Wilhelm IV. (1532–1592), Landgraf von Hessen-Kassel

⚭ 1566 Prinzessin Sabina von Württemberg (1549–1581)
- Philipp Ludwig (1534–1535)
- Barbara (1536–1597)

⚭ 1. 1555 Herzog Georg I. von Württemberg-Mömpelgard (1498–1558)
⚭ 2. 1568 Graf Daniel von Waldeck-Wildungen (1530–1577)
- Ludwig IV. (1537–1604), Landgraf von Hessen-Marburg

⚭ 1. 1563 Prinzessin Hedwig von Württemberg (1547–1590)
⚭ 2. 1591 Gräfin Marie von Mansfeld (1567–?)
- Elisabeth (1539–1582)

⚭ 1560 Kurfürst Ludwig VI. von der Pfalz (1539–1583)
- Philipp II. (1541–1583), Landgraf von Hessen-Rheinfels

⚭ 1569 Pfalzgräfin Elisabeth von Simmern (1549–1609)
- Christine (1543–1604)

⚭ 1564 Herzog Adolf von Holstein-Gottorf (1526–1586)
- Georg I. (1547–1596), Landgraf von Hessen-Darmstadt

⚭ 1. 1572 Gräfin Magdalena zur Lippe (1552–1587)
⚭ 2. 1589 Prinzessin Eleonore von Württemberg (1552–1618)